# Княгинкино
Княгинкино — деревня в Ковровском районе Владимирской области России, входит в состав Клязьминского сельского поселения.

## География
Деревня расположена в 4 км на северо-восток от центра поселения села Клязьминский Городок и в 19 км на северо-восток от райцентра города Ковров.

## История
В конце XIX — начале XX века деревня входила в состав Санниковской волости Ковровского уезда, с 1926 года — в составе Осиповской волости. В 1859 году в деревне числилось 13 дворов, в 1905 году — 10 дворов, в 1926 году — 10 дворов.
С 1929 года деревня входила в состав Ширилихинского сельсовета Ковровского района, с 1940 года — в составе Репниковского сельсовета, с 1954 года — в составе Санниковского сельсовета, с 2005 года — в составе Клязьминского сельского поселения.

## Население
| 1859 | 1905 | 1926 | 2002 | 2010 | 2021 |
| ---- | ---- | ---- | ---- | ---- | ---- |
| 91   | ↘45  | ↗59  | ↘0   | →0   | ↗13  |